# Hôtel Liebert de Nitray
L'hôtel Liébert de Nitray est un hôtel particulier situé à Tours dans le Vieux-Tours.

## Historique
L'hôtel fut construit pour Gilles Lefebvre, contrôleur ordinaire des guerres, et son épouse Catherine Thoisnier, 15 place François-Sicard, à l'emplacement de l'ancien couvent de l'Annonciade. Lefebvre fait également construire l'hôtel Lefebvre de Montifray (connu sous le nom d'hôtel Mame).
L'hôtel Liebert de Nitray est le domicile du chirurgien Sébastien Paul Guillaume-Louis, de 1911 à sa mort en 1957.
Le monument fait l’objet d’une inscription au titre des monuments historiques depuis le 9 septembre 1946.

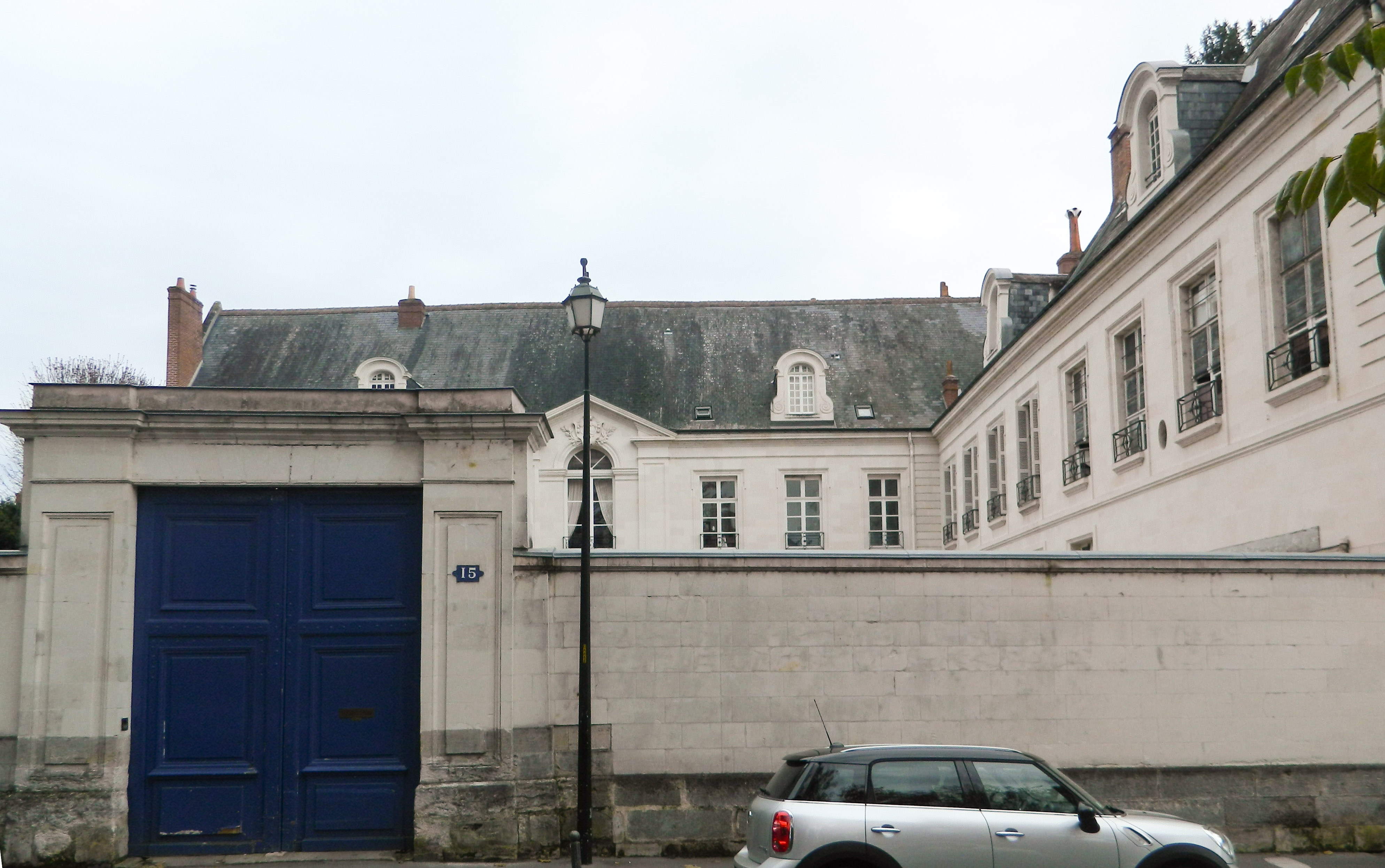